# Nana (regény)

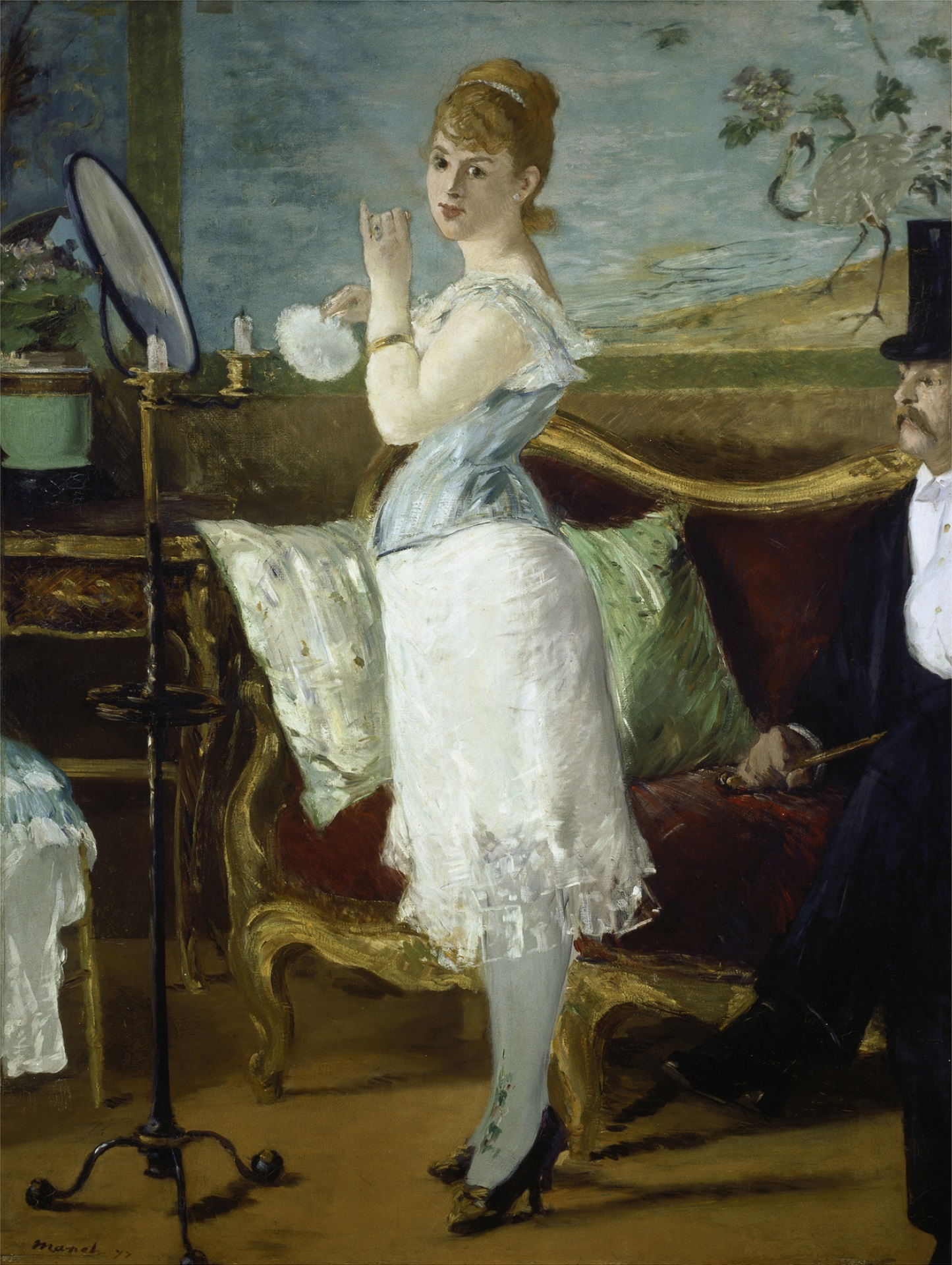
Édouard Manet: Nana (1877)

A Nana című regény Émile Zola 1880-ban megjelent műve, mely egyike a szerző legszimbolikusabb elemekkel átszőtt írásainak.
A regényt magyarra fordították: Gergely Győző, Erdélyi Gyula, Nagy István és Vajthó László.

## A regény háttere
A Nana az 1870-es években elkezdett Rougon-Macquart ciklus kilencedik kötete, mely egy a második császárság idején élő család társadalmi és anyagi viszonyait mutatja be 20 részen keresztül. A főhős karakterét a párizsi Variétés színház egyik sztárja, Anna Judic ihlette, akinek szabados viszonyairól Zola sok történetet hallott egyik barátjától, Ludovic Halévy-tól. A színésznő ménage á trois-ja (olyan háztartás, melyen hárman osztoznak) és más ismert kéjhölgyek adták Zola könyvének alapját.

## A történet
|  | Alább a cselekmény részletei következnek! |

Nana a Patkányfogóból már ismert Gervaise és Coupeau lánya, aki már gyerekként utcalánnyá lesz. Fiatal lányként megkapja a La Blonde Vénus főszerepét a Variétés színpadán, ami egy kitalált sztori Offenbach La Belle Hélène-je alapján. Ezek után egész Párizs a lábai előtt hever. Mikor Nana tehetségéről kérdezik Bordenave-ot, a színház vezetőjét, így felel: egy sztárnak nem kell tudnia énekelni vagy játszani. „Nanában valami más van meg, ami átveszi mindennek a helyét.” Mikor a harmadik felvonásban feltűnik Nana, Zola ezekkel a szavakkal írja le: „Hirtelen a jó természetű gyermekben feltűnt a nő, ... megnyitva a kaput a vágy ismeretlen világa előtt. Nana még mindig mosolygott, de egy férfifaló gyilkos mosolyával.” Ez után a szerep után tolongani kezdenek érte a város gazdag nemesei, és a könnyűvérű Nana könnyedén kihasználja a helyzetet: utcalányból hirtelen luxusprostituálttá lép elő. A férfiaknak hála habzsolja az életet és közben a sznobizmus minden vonását magára ölti. Azonban sikere a férfiaknál tiszavirág életűnek bizonyul, lassacskán elfordulnak tőle. Színészi karrierje csupán arra az egyetlen meztelen szerepre épült, így pályafutása hamar véget ér, és lévén, hogy férfiak sem jelentenek már anyagi forrást, Nana eladósodik. Erkölcsi romlottságán túl a fiatalon oly vonzó külseje is elhagyja: elkapja a himlőt, mely gyorsan elragadja. Halála napján kitör a francia-porosz háború, mely egyben a császárság végét, ennek a korszaknak a lezárulását jelenti és ugyanígy az erkölcsi fertő manifesztálódását is szimbolizálja.
|  | Itt a vége a cselekmény részletezésének! |

## Zola jelentősége
Zolát sokan tartják a naturalizmus szellemi atyjának, ugyanakkor meg kell jegyezni, hogy az irányzatra – melynek jelentős képviselői többek között Paul Bourget, Guy de Maupassant és Władysław Reymont – nagy hatással volt Hippolyte Taine francia irodalomtörténész is. A naturalizmusra jellemző, hogy továbbviszi a realizmus szemléletét, és olyan korábban hétköznapinak vagy esetleg taszítónak vélt emberi tulajdonságokat is ábrázolni kíván, melyekre korábban nem terjedt ki a művészet látóköre.

## Magyarul
- Nana. Regény; ford. Julius; Grimm G., Bp., 1881
- Nana; ford. Kató; Vass József, Bp., 1899
- Nana; ford. Zempléni P. Gyula; Deubler, Bp.–Bécs, 1905
- Nana; ford. Gergely Győző; Népszava, Bp., 1920
- Nana; ford. Vajthó László; Révai, Bp., 1921 (Zola: A Rougon-Macquart család)
- Nana, 1–3.; sajtó alá rend., bev. Ambrus Zoltán, életrajz Denise Zola Mme Le Blond, ford. Csillay Kálmán; Gutenberg, Bp., 1929 (A Gutenberg Könyvkiadó Vállalat könyvei)
- Nana; ford. Jancsó Júlia(wd); Ulpius-ház, Bp., 2013 (Ulpius-ház klasszikusok)